# História da Lituânia

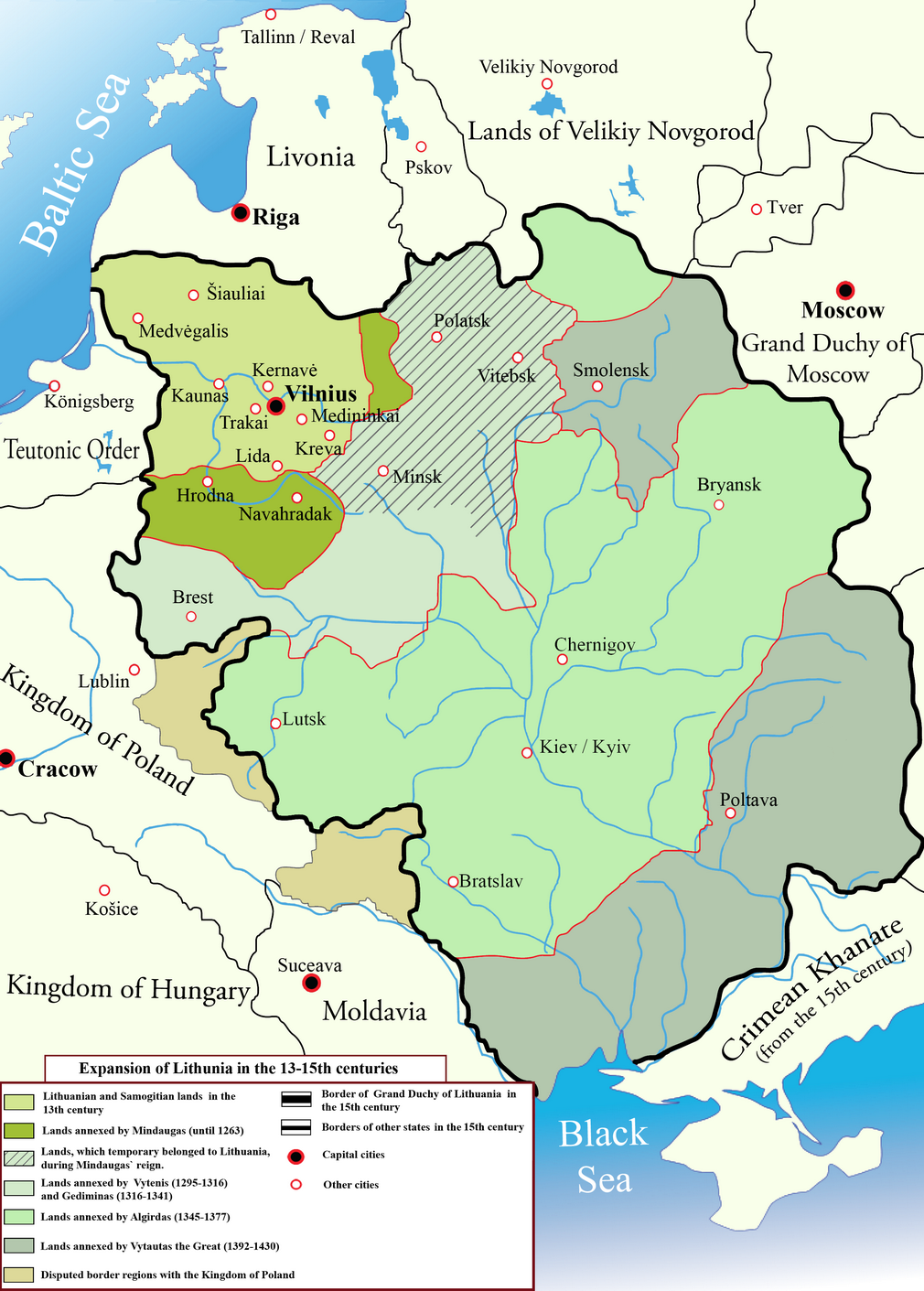
Estado lituano nos séculos XIII a XV.

A história da Lituânia retrocede até pelo menos 1009, anos do primeiro registro escrito do uso do termo. Os lituanos, um ramo dos povos bálticos, depois conquistaram terras vizinhas, estabelecendo o Grão-Ducado da Lituânia e, no século XIII, o breve Reino da Lituânia. O Grão-Ducado foi um estado guerreiro estável e bem sucedido. O ducado permaneceu impetuosamente independente e foi uma das últimas regiões da Europa a adotar o Cristianismo. No século XV, a Lituânia se tornou o maior estado europeu através da conquista da maior parte da Rutênia habitada pelos Eslavos do Leste. O Grão-Ducado, uma potência formidável, formou em 1385 uma união dinástica com a Polônia e se cristianizou, fundindo-se na República das Duas Nações em 1569. Em 1795, o Grão-Ducado da Lituânia foi apagado do mapa político da Europa com as Partições da Polônia. Após isso, os lituanos viveram principalmente sob o domínio do Império Russo até o século XX.
Em 16 de fevereiro de 1918, a Lituânia foi restabelecida como um estado democrático, permanecendo independente até o início da Segunda Guerra Mundial, quando foi ocupada pela União Soviética sob os termos do Pacto Molotov-Ribbentrop. Após uma breve ocupação pela Alemanha Nazista, quando os nazistas declararam guerra aos soviéticos, a Lituânia foi novamente absorvida pela União Soviética por quase 50 anos. No começo da década de 1990, a Lituânia restaurou sua soberania integrando-se nos anos seguintes às estruturas políticas europeias.

## Primeiros assentamentos

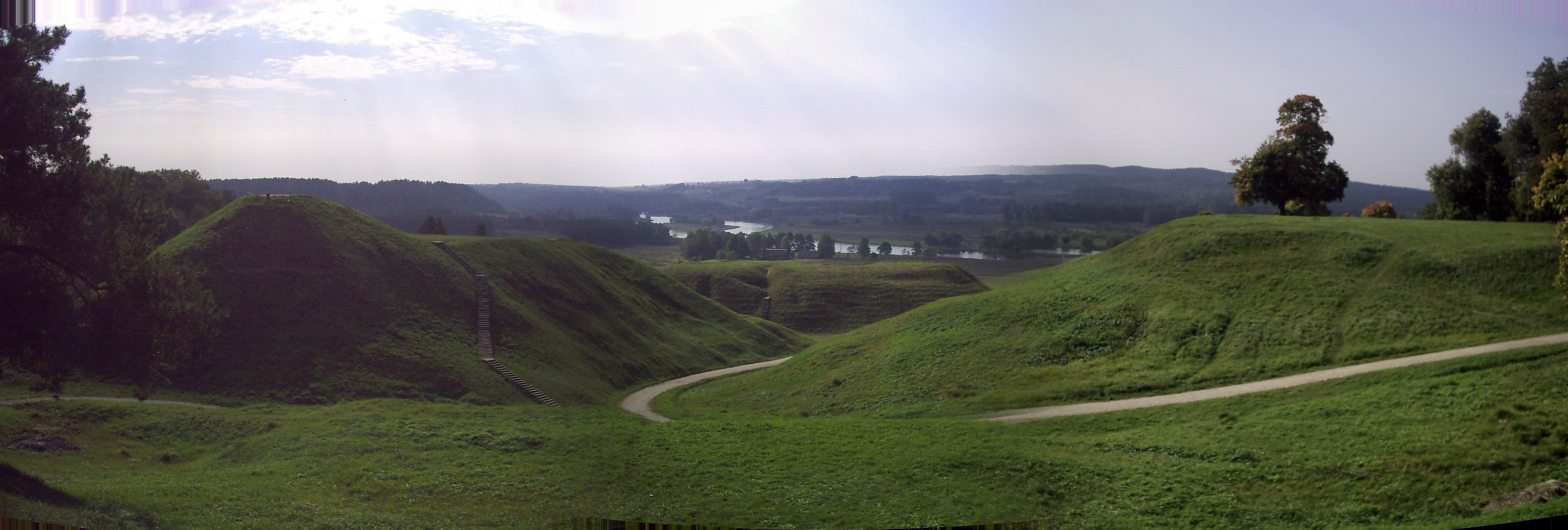
Montes Kernavė

Os registros mais antigos de pessoas vivendo no moderno território da Lituânia são de 10 000 a.C. quando as geleiras retrocederam e o último período glacial chegou ao fim. De acordo com a historiadora Marija Gimbutas, essas pessoas vieram de duas direções: da península da Jutlândia e do território da atual Polônia. Eles trouxeram duas culturas diferentes como evidenciado pelas ferramentas que usavam. Eles eram caçadores viajantes e não formavam assentamentos mais estáveis. No oitavo milênio a.C. o clima se tornou mais quente e florestas se desenvolveram. Os habitantes passaram a se deslocar menos e se ocupavam da caça local, na coleta e na pesca. Durante os sexto e quinto milênios a.C. vários animais foram domesticados e as residências se tornaram mais sofisticadas e podiam abrigar famílias maiores. A agricultura não chegou antes do 3º milênio a.C., por causa do clima e do solo exigentes e pela falta de ferramentas adequadas para cultivar a terra. Manufaturas e comércio também começam a aparecer por essa época. Os protoindo-europeus, dos quais os povos bálticos depois se desenvolveram, devem ter chegado com a cultura da cerâmica cordada por volta de 3 200/3 100 a.C.

## Tribos bálticas

Tribos bálticas no século XIII

Os primeiros lituanos eram um ramo de um antigo grupo conhecido como bálticos, cujas tribos também incluíam os povos prussianos e letões originais. As tribos bálticas não foram influenciadas diretamente pelo Império Romano, mas elas mantinham contatos comerciais próximos (ver Rota do Âmbar).
Os lituanos construíram uma nação que permaneceu pela maior parte dos últimos dez séculos, enquanto os letões adquiriram soberania apenas no século XX e as tribos prussianas desapareceram totalmente. A primeira evidência conhecida para a Lituânia como nação ("Litua") aparece nos anais do Monastério de Quedlimburgo com a data de 9 de março de 1009.
Atualmente, as duas nacionalidades bálticas remanescentes são os lituanos e os letões, mas havia mais nações ou tribos bálticas no passado. Algumas dessas tribos se mesclaram aos lituanos e letões (samogitanos, selônios, curônios, semigalianos), enquanto outras não existem mais (prussianos, sambianos, escalvianos, galindianos).

## Formação do estado lituano
Durante o século XI, os territórios lituanos foram incluídos na lista de terras que pagavam tributo a Rússia de Quieve, mas no século XII os lituanos começaram a invadir territórios vizinhos. As atividades militares e os saques dos lituanos deram início a uma luta pelo poder, o que iniciou a formação do primeiro estado, a partir do qual o Grão-Ducado da Lituânia se desenvolveu.

## Grão-Ducado da Lituânia (ca. 1200-1569)

### Lituânia pagã

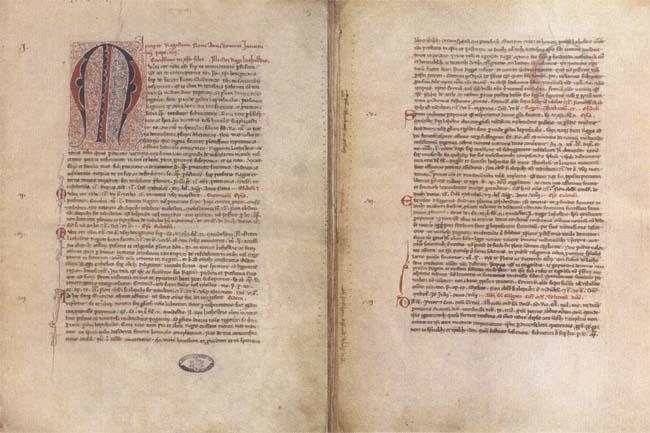
Bulas do Papa Inocêncio IV considerando a Lituânia sob jurisdição do Bispo de Roma, e o batismo e coroação de Mindaugas

Em 1219, 21 duques lituanos assinaram um tratado de paz com o Reino da Galícia–Volínia. Este evento é amplamente aceito como a primeira prova de que as tribos bálticas estavam unidas e consolidadas. No começo do século XIII, duas ordens religiosas alemãs, os Cavaleiros Teutônicos e os Irmãos Livônios da Espada, conquistaram a maior parte da região onde hoje estão a Estônia e a Letônia, além de partes da Lituânia. Em resposta, vários pequenos grupos tribais bálticos se uniram sob o comando de Mindaugas, que é referido como o governante de toda a Lituânia nas Crônicas Rimadas Livônias de 1236. Os lituanos, liderados por Vykintas, derrotaram completamente os Irmãos Livônios na Batalha de Saule em 1236, o que forçou os Irmãos a se fundirem aos Cavaleiros Teutônicos. Em 1250, Mindaugas entrou em acordo com a Ordem Teutônica; ele concordou em ser batizado (o que ocorreu em 1251) e renunciou ao controle sobre alguns trechos de terras no oeste da Lituânia, recebendo em troca uma coroa. Em 17 de julho de 1251, o papa Inocêncio IV assinou duas bulas papais, ordenando o bispo de Chełmno a coroar Mindaugas como rei da Lituânia, indicar um bispo para a Lituânia e construir uma catedral. Em 1253, Mindaugas foi coroado e o Reino da Lituânia foi estabelecido. Mindaugas foi assassinado em 1263 por seu sobrinho Treniota, o que levou a uma grande agitação e o retorno ao paganismo. A Lituânia pagã foi um alvo das cruzadas cristãs dos Cavaleiros Teutônicos e da Ordem Livônia. Em 1241, 1259 e 1275 o país foi pilhado por incursões da Horda de Ouro.

## Primeira independência moderna (1918-1940)
A Lituânia restabeleceu a sua independência a 16 de Fevereiro de 1918. Em seguida, envolveu-se em disputas territoriais com a Polónia (acerca da capital, Vilnius, e da Lituânia Oriental então ocupadas pelos polacos) e com a Alemanha (acerca de Klaipėda). Foi anexada pela União Soviética em 1940 durante a Segunda Guerra Mundial graças a um pacto secreto germano-soviético assinado pelos ministros dos negócios estrangeiros dos dois países, Ribbentropf e Molotov.

## Ocupação soviética (1940-1991)

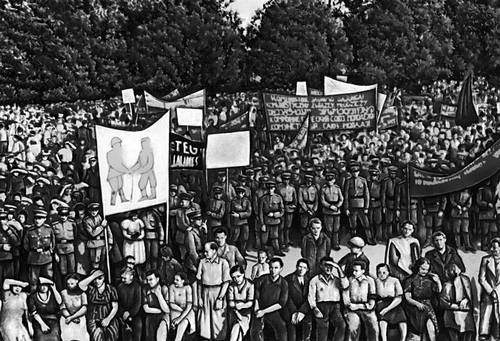
Protestos na Lituânia contra a ocupação soviética em 19 de Junho de 1940.

## Segunda independência moderna (1991-)
O período socialista terminou depois da chegada da glasnost e a Lituânia, liderada pelo movimento pela independência Sajūdis, anticomunista e anti-soviético, proclamou a independência a 11 de Março de 1990. Foi a primeira república soviética a fazê-lo, embora as forças soviéticas tivessem sem sucesso tentado suprimir a revolta independentista até Agosto de 1991, o que iria levar ao desmembramento da própria União Soviética. As últimas tropas russas saíram do país a 31 de Agosto de 1993 - antes mesmo que da Alemanha Oriental.
A 4 de Fevereiro de 1991, a Islândia tornou-se o primeiro país a reconhecer a independência da Lituânia e a Suécia foi o primeiro país a abrir uma embaixada no país. Os Estados Unidos e vários outros países ocidentais nunca reconheceram as reivindicações da URSS sobre a Lituânia.
A Lituânia foi admitida nas Nações Unidas a 17 de Setembro de 1991. A 31 de Maio de 2001, o país tornou-se o 141º membro da Organização Mundial do Comércio. Desde 1988, a Lituânia tem procurado estreitar os laços com o ocidente e a 4 de Janeiro de 1994 tornou-se o primeiro estado báltico a pedir a entrada na OTAN, sendo convidada a iniciar as negociações a 21 de Novembro de 2002 e tornando-se membro de pleno direito a 29 de Março de 2004.
A 1 de Fevereiro de 1998, o país tornou-se Membro Associado da União Europeia, a 16 de Abril de 2003 assinou o Tratado de Adesão à UE, a 11 de Maio de 2003 91% dos eleitores aprovaram em referendo a adesão à União e a 1 de Maio de 2004 tornou-se membro da UE, regressando ao velho objectivo proclamado em 1254 pelo rei Mindaugas de se tornar parte do ocidente e da Europa.